# 27372 Ujifusa
27372 Ujifusa este un asteroid din centura principală de asteroizi.

## Descriere
27372 Ujifusa este un asteroid din centura principală de asteroizi. A fost descoperit pe 8 martie 2000 la Socorro, New Mexico, în cadrul proiectului LINEAR. Asteroidul prezintă o orbită caracterizată de o semiaxă mare de 2,98 ua, o excentricitate de 0,13 și o înclinație de 0,9° în raport cu ecliptica.